# モナーフォント
モナーフォント (Mona Font) は、匿名掲示板2ちゃんねるで用いられるアスキーアートをX Window System上で見るために作られた、フリーのプロポーショナルフォントである。Windowsで良く使われているMSゴシックファミリを用いたワードドキュメントなどの類をずれること無く見るためにも使われている。
2ちゃんねるでは、アスキーアートはフォントが「MS Pゴシック 12ポイント」という前提で作られている。そのため、その他のフォントでは上手く見ることが出来ない。MS PゴシックはWindows付属のフォントであり、これはLinuxやFreeBSDなどのPC-UNIXの利用者には使用できないフォントであった。これを解決するために、フリーの東雲フォントをMS Pゴシックの文字幅に合わせたモナーフォントが作成された。
基本的にPC-UNIX用だが、macOSやWindowsなどでも使用することができる。
2ちゃんねる発祥ということもあり、作者への質問・要望等も2ちゃんねるの当該スレッドで行われている。
2007年10月現在、モナーフォントは開発中止の状態であり、別プロジェクトとしてIPAモナーフォントが開発されている。